# Go (Hanson)
Go è il secondo singolo estratto da The Walk, sesto album di inediti del gruppo musicale Hanson, pubblicato nel 2007.
Uscito nei primi mesi del 2007 come successore di Great Divide, è il primo singolo radio nella storia degli Hanson ad essere cantato interamente non da Taylor, bensì da Zac, il minore dei tre fratelli. In questo caso la canzone (scritta insieme al cantautore Bleu) si presta bene a fare da testimonianza alla crescita di Zac non solo nel suo classico ruolo di batterista, ma anche in quello di compositore, arrangiatore e vocalist (sono sue ed affidate a lui gran parte delle liriche di The Walk).
Go è inserita nella colonna sonora del primo episodio del telefilm Gossip Girl, dal titolo "Buongiorno Upper East Side". Più precisamente quando Serena e Dan conoscono Rufus.

## Il video
Nel video della canzone, la ripresa segue Zac che, cantando, esce da un edificio in fiamme e corre a perdifiato per le strade di una città; Taylor e Isaac sono inquadrati solo di rado, mentre anche loro intonano i versi del ritornello e mentre suonano i rispettivi strumenti in un campo.

## Formazione
- Clarke Isaac Hanson - chitarra elettrica, basso, cori
- Jordan Taylor Hanson - pianoforte, cori
- Zachary Walker Hanson - voce principale, batteria, chitarra acustica